# Baojun 530

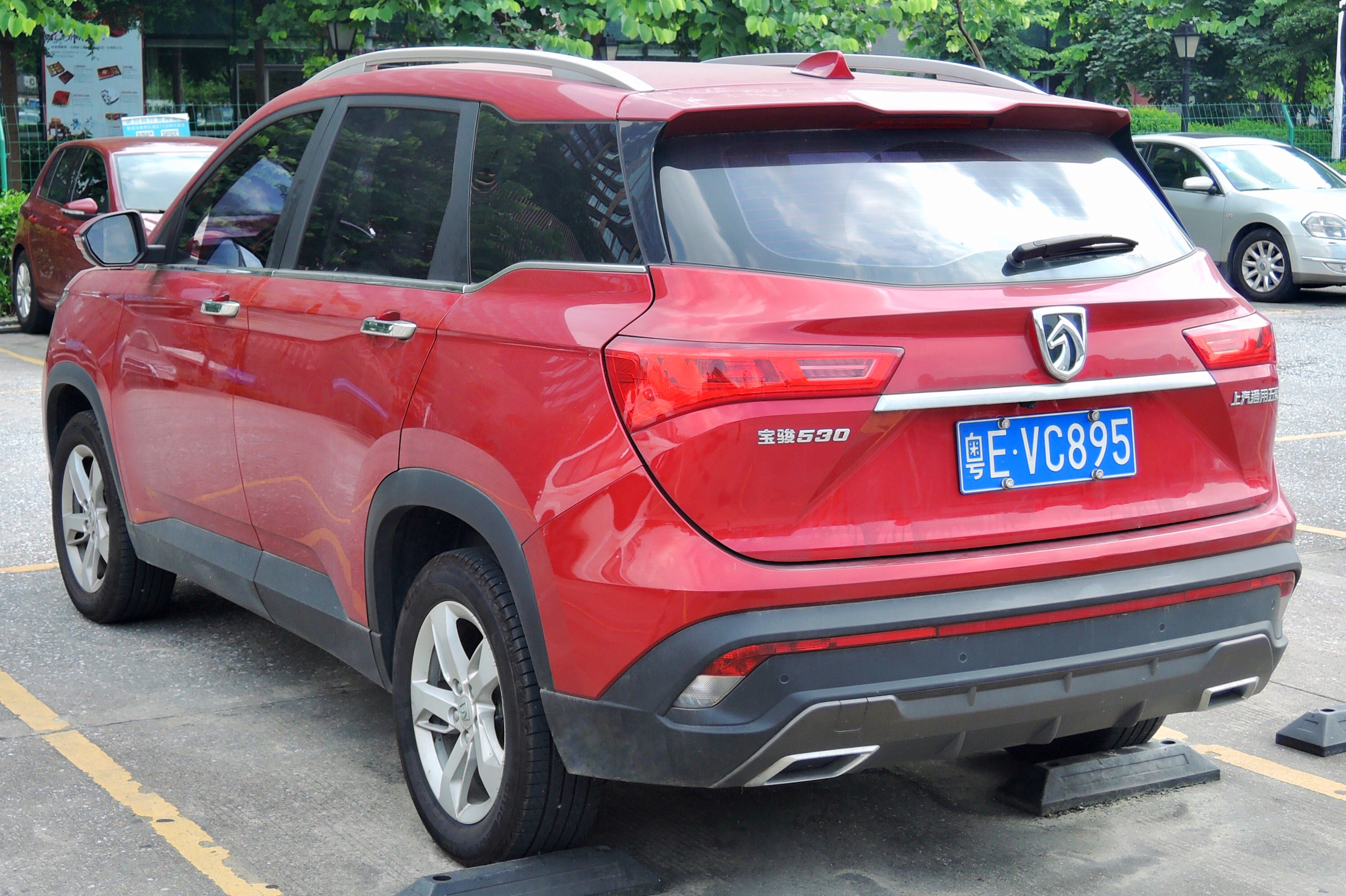
Heckansicht

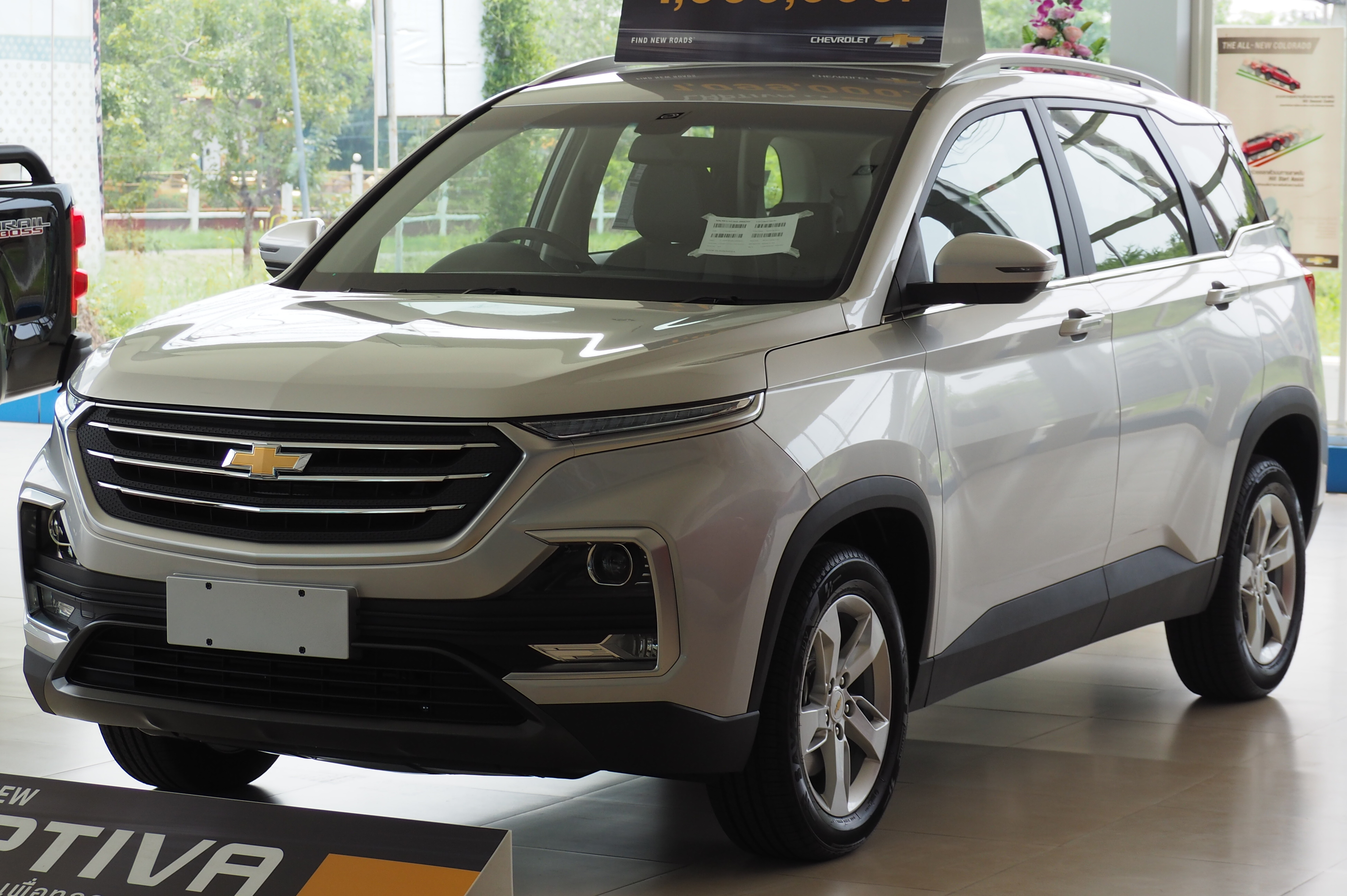
Chevrolet Captiva (seit 2018)

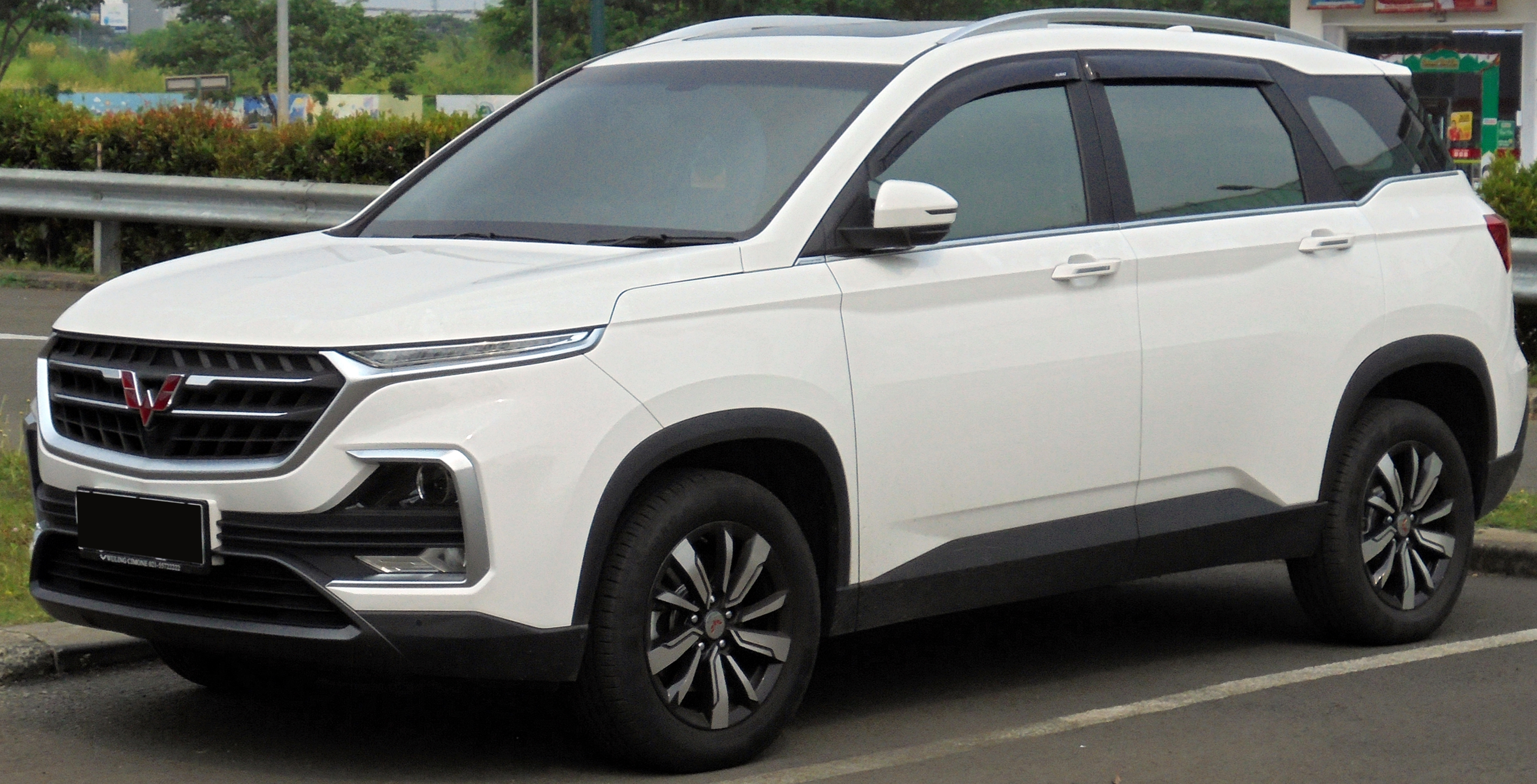
Wuling Almaz (seit 2019)

Der Baojun 530 ist ein Sport Utility Vehicle der zum chinesischen Automobilhersteller SAIC GM Wuling gehörenden Marke Baojun, das zwischen 2018 und 2022 als Nachfolgemodell des Baojun 560 erhältlich war.

## Geschichte
Vorgestellt wurde das Fahrzeug im November 2017 auf der Guangzhou Auto Show. In China wurde es ab März 2018 verkauft. Dort war das siebensitzige SUV über dem Baojun 510 positioniert.
Im Januar 2019 wurde das Fahrzeug auf dem indonesischen Markt eingeführt. Dort wird es unter der Marke Wuling als Wuling Almaz verkauft. Vorgestellt wurde es bereits im August 2018 auf der Gaikindo Indonesia International Auto Show als Wuling SUV.
Seit Juni 2019 wird das SUV in Indien als MG Hector verkauft. Es wurde im Januar 2021 und im Januar 2023 optisch überarbeitet.
Die zweite Generation des Chevrolet Captiva, welche nur in wenigen Staaten wie Kolumbien oder Thailand verkauft wird, basiert auf dem Baojun 530.
Im April 2021 präsentierte Wuling auf der Shanghai Auto Show den auf dem 530 basierenden Xingchen.
Als Konkurrenzmodelle des SUV gelten unter anderem der Changan CS75 und der Haval H6.

## Technische Daten
Zum Marktstart standen für den Baojun 530 ein aufgeladener 1,5-Liter-Ottomotor mit einer maximalen Leistung von 110 kW (150 PS) und ein 1,8-Liter-Ottomotor mit 101 kW (137 PS) zur Verfügung. Der 1,5-Liter-Motor war anfangs mit Sechsgang-Schaltgetriebe und Sechsgang-Doppelkupplungsgetriebe erhältlich das später durch ein stufenloses Getriebe ersetzt wurde; für den 1,8-Liter-Motor gab es nur ein Fünfstufen-Automatikgetriebe. Alle Varianten haben Vorderradantrieb.
|                                            | Baojun 530 1.5T          | Baojun 530 1.5T CVT      | Baojun 530 1.5T          | Baojun 530 1.5T DCT            | Baojun 530 1.5T CVT      | Baojun 530 1.8             |
| ------------------------------------------ | ------------------------ | ------------------------ | ------------------------ | ------------------------------ | ------------------------ | -------------------------- |
| Bauzeitraum                                | 07/2019–08/2022          | 07/2019–08/2022          | 03/2018–07/2019          | 03/2018–11/2018                | 11/2018–07/2019          | 03/2018–11/2018            |
| Motorkenndaten                             |                          |                          |                          |                                |                          |                            |
| Motorart                                   | Ottomotor                | Ottomotor                | Ottomotor                | Ottomotor                      | Ottomotor                | Ottomotor                  |
| Motorbauart                                | Reihen-Vierzylindermotor | Reihen-Vierzylindermotor | Reihen-Vierzylindermotor | Reihen-Vierzylindermotor       | Reihen-Vierzylindermotor | Reihen-Vierzylindermotor   |
| Gemischaufbereitung                        | Saugrohreinspritzung     | Saugrohreinspritzung     | Saugrohreinspritzung     | Saugrohreinspritzung           | Saugrohreinspritzung     | Saugrohreinspritzung       |
| Motoraufladung                             | Turbolader               | Turbolader               | Turbolader               | Turbolader                     | Turbolader               | —                          |
| Hubraum                                    | 1451 cm³                 | 1451 cm³                 | 1451 cm³                 | 1451 cm³                       | 1451 cm³                 | 1798 cm³                   |
| max. Leistung bei min−1                    | 108 kW (147 PS) / 5200   | 108 kW (147 PS) / 5200   | 110 kW (150 PS) / 5500   | 110 kW (150 PS) / 5500         | 111 kW (151 PS) / 5200   | 101 kW (137 PS) / 5600     |
| max. Drehmoment bei min−1                  | 250 Nm / 2200–3400       | 250 Nm / 2200–3400       | 230 Nm / 2000–3800       | 230 Nm / 2000–3800             | 250 Nm / 1600–3600       | 186 Nm / 3600–4600         |
| Kraftübertragung                           |                          |                          |                          |                                |                          |                            |
| Antrieb, serienmäßig                       | Vorderradantrieb         | Vorderradantrieb         | Vorderradantrieb         | Vorderradantrieb               | Vorderradantrieb         | Vorderradantrieb           |
| Getriebe, serienmäßig                      | 6-Gang-Schaltgetriebe    | Stufenloses Getriebe     | 6-Gang-Schaltgetriebe    | 6-Gang-Doppelkupplungsgetriebe | Stufenloses Getriebe     | 5-Stufen-Automatikgetriebe |
| Messwerte                                  |                          |                          |                          |                                |                          |                            |
| Höchstgeschwindigkeit                      | 170 km/h                 | 170 km/h                 | 180 km/h                 | 170 km/h                       | k. A.                    | k. A.                      |
| Beschleunigung, 0–100 km/h                 | k. A.                    | k. A.                    | k. A.                    | k. A.                          | k. A.                    | k. A.                      |
| Kraftstoffverbrauch auf 100 km, kombiniert | 6,7 l Super              | 7,5 l Super              | 6,9–7,0 l Super          | 8,0 l Super                    | 7,8–7,9 l Super          | 7,7 l Super                |
| Tankinhalt                                 | 52 l                     | 52 l                     | 52 l                     | 52 l                           | 52 l                     | 52 l                       |